# Phelsuma rosagularis
Espèce
Synonymes
- Phelsuma guimbeaui rosagularis Vinson & Vinson, 1969

Statut CITES
Phelsuma rosagularis est une espèce de geckos de la famille des Gekkonidae.

## Répartition
Cette espèce est endémique de l'île Maurice.

## Description
C'est un gecko insectivore.

## Publication originale
- Vinson & Vinson, 1969 : The saurian fauna of the Mascarene Islands. Mauritius Institute Bulletin, vol. 6, p. 203-320.